# Helvella elastica
Helvella elastica (Pierre Bulliard, 1785) din încrengătura Ascomycota în familia Helvellaceae și de genul Helvella, este o ciupercă numai comestibilă sub rezervă, fiind denumită în popor mitră văratică sau zbârciog văratic. Acest burete saprofit crește în grupuri mari pe orice sol, preferând însă o împrejurime mai umedă. El se poate găsi în România, Basarabia și Bucovina de Nord  în păduri de foioase și de conifere, de-a lungul marginilor acestora precum prin luminișuri și tufișuri. Apare de la câmpie la munte, din (iulie) august până la sfârșitul lui octombrie.

## Descriere

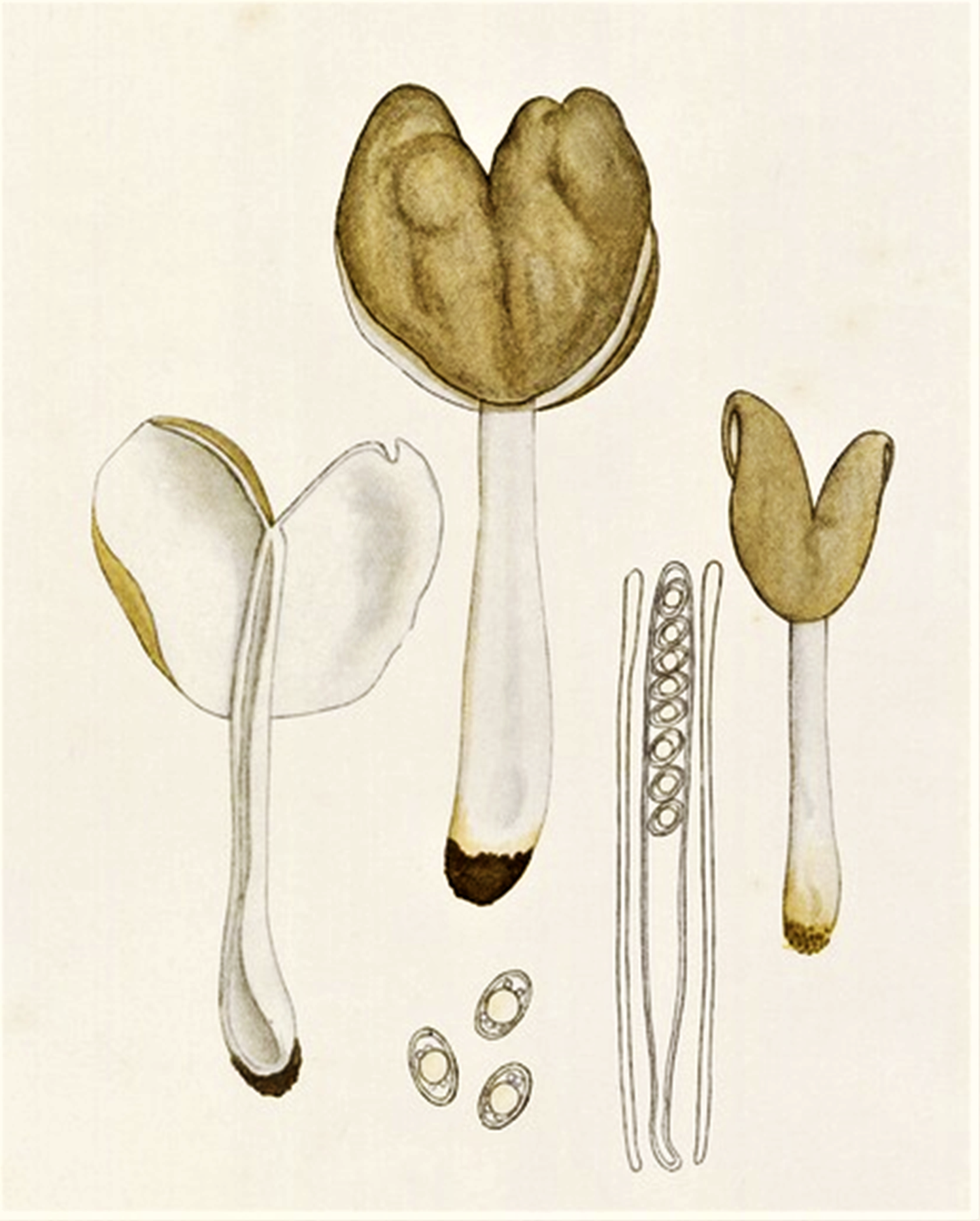
Bres,: Helvella elastica

- Corpul fructifer: are un diametru de 3-5 (8) cm. Regiunea fertilă circulară este coriaceu-fragilă, fiind formată din doi (rar trei) lobi mari, slab ondulați, uscați, netezi și catifelați, cu un aspect caracteristic de șa și marginile puțin răsucite spre interior care se unesc câteodată în vârf, căpătând astfel aspectul unei mitre papale. Suprafața exterioară variază în colorit de la gri peste cenușiu-gălbui, gri-maroniu până la brun-măsliniu, mai departe se pot găsi exemplare albicioase de culoarea fildeșului. Suprafața interioară este netedă și colorată mai deschis, fiind albicioasă până gri-albicioasă.
- Piciorul: are o înălțime de 4-10, și o grosime de 0,7-1,1 cm, este mai mult sau mai puțin cilindric, mai gros la bază și subțiat la vârf, cu o consistență mai dură, elastică decât pălăria, fiind neted, nici brăzdat, nici ridat pe dinafară, numai adesea presărat cu gropițe mici la bază. Interiorul este inițial plin, dar devine repede gol. Coloritul exterior este albicios, ocazional cu nuanțe roșiatice.
- Carnea: este albicioasă, subțire, ceroasă și în primul rând în picior elastică. Mirosul este plăcut dar necaracteristic și gustul mai slab.
- Caracteristici microscopice: are spori elipsoidali, asprii și verucoși, hialini (translucizi), cu o picătură uleioasă mare în mijloc, având o mărime de 8-22 x 12-14 microni. Pulberea lor este albă. Asciile lungi de 310–350 x 14–15 microni conțin fiecare câte 8 spori. Parafizele filamentoase (celule sterile între ascii) măsoară 6–10 microni. [7][6]
- Reacții chimice: nu sunt cunoscute.[8]

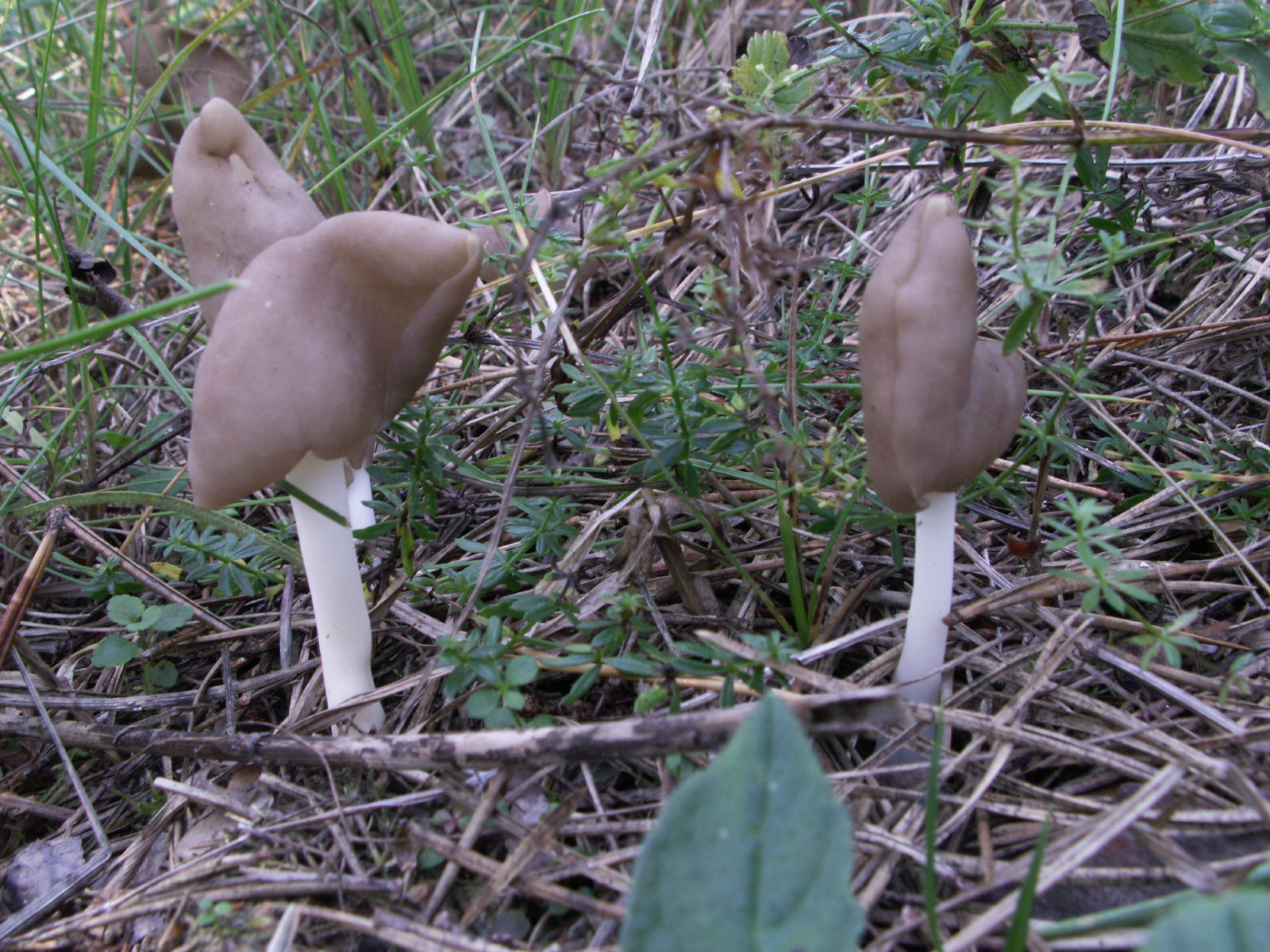
H. elastica tinere
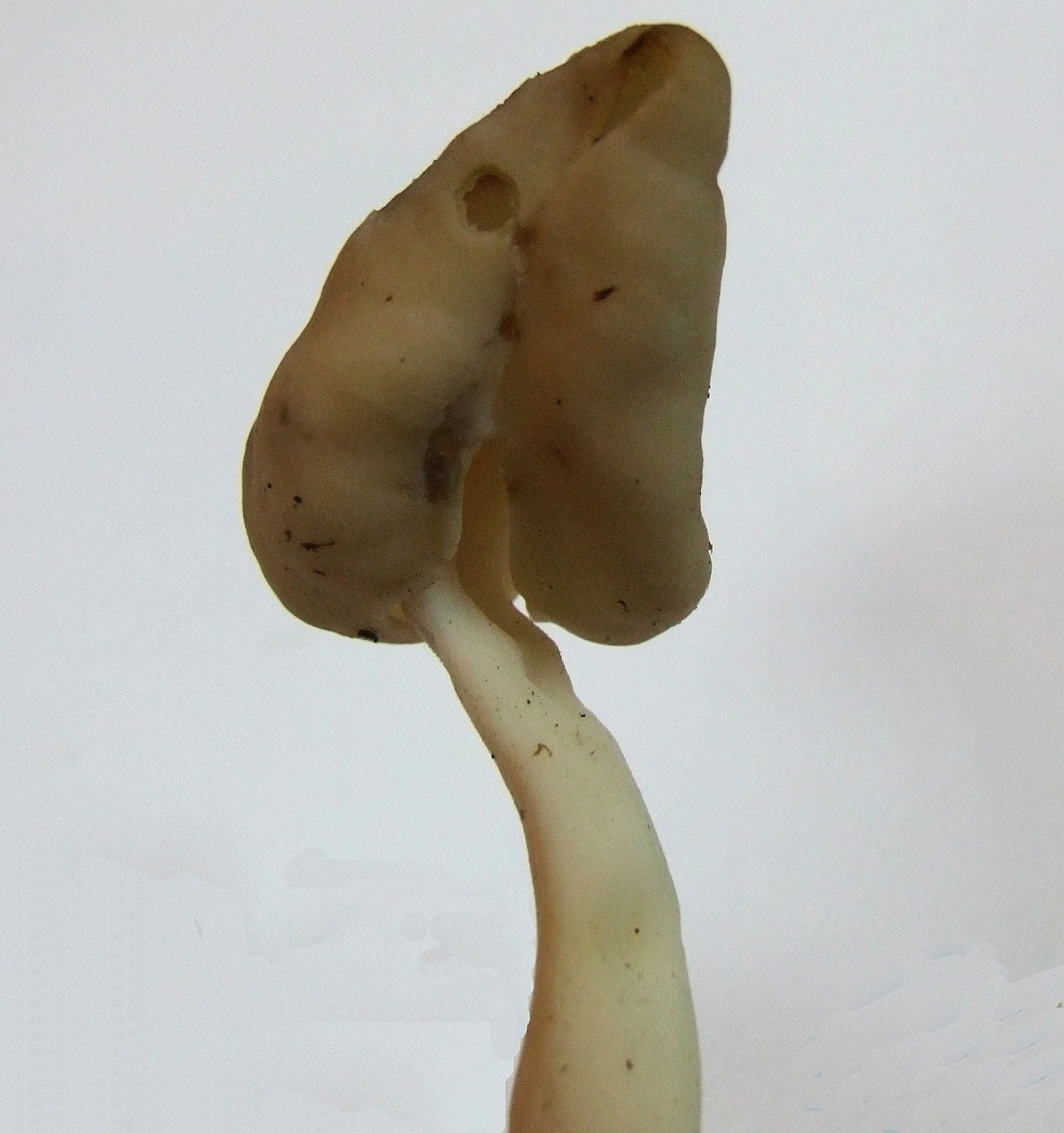
H. elastica, formă de mitră
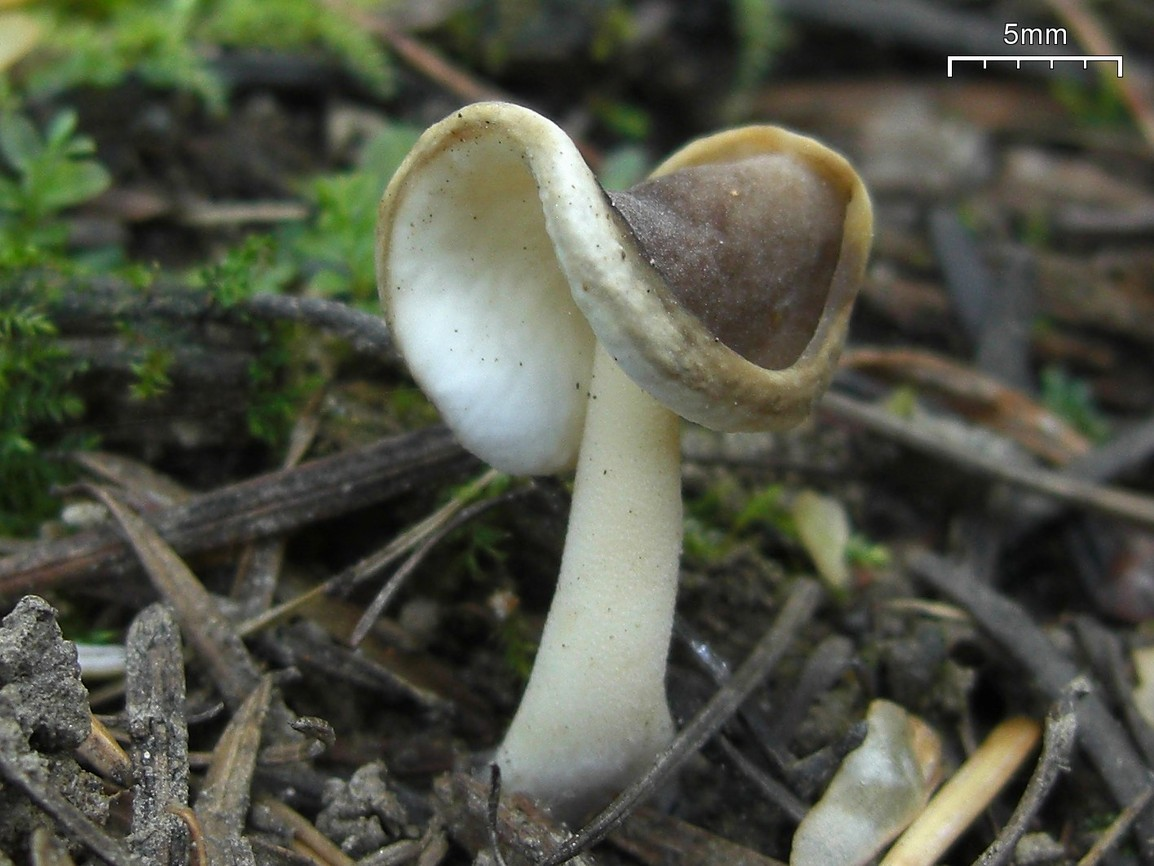
H. elastica, formă de șa
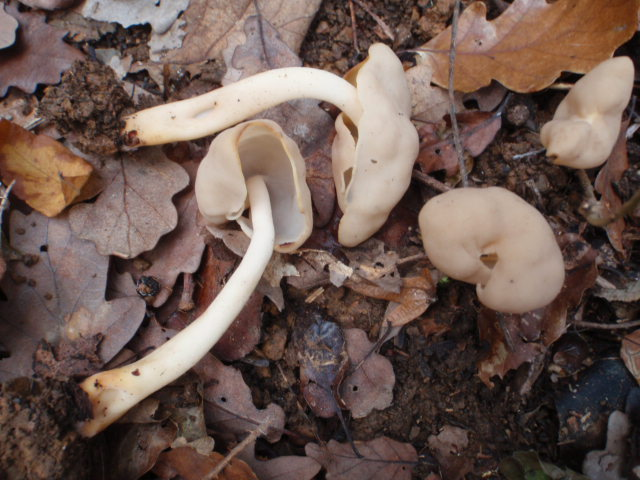
H. elastica, formă albicioasă

## Confuzii
Mitra văratică poate fi confundată cu specii asemănătoare, ca de exemplu: Gyromitra infula tânără (comestibilă, destul de rară), Helvella acetabulum (comestibilă), Helvella albella (comestibilă), Helvella atra (comestibilă), Helvella capucina, Helvella compressa (comestibilă), Helvella fusca (comestibilă), Helvella ephippium (necomestibilă), Helvella lacunosa (comestibilă), Helvella latispora (necomestibilă), Helvella macropus, Helvella monachella (comestibilă), Helvella queletii (comestibilă), Helvella solitaria, sau Helvella spadicea. Exemplare albicioase pot fi confundate și cu Helvella crispa (comestibilă).

## Specii de ciuperci asemănătoare

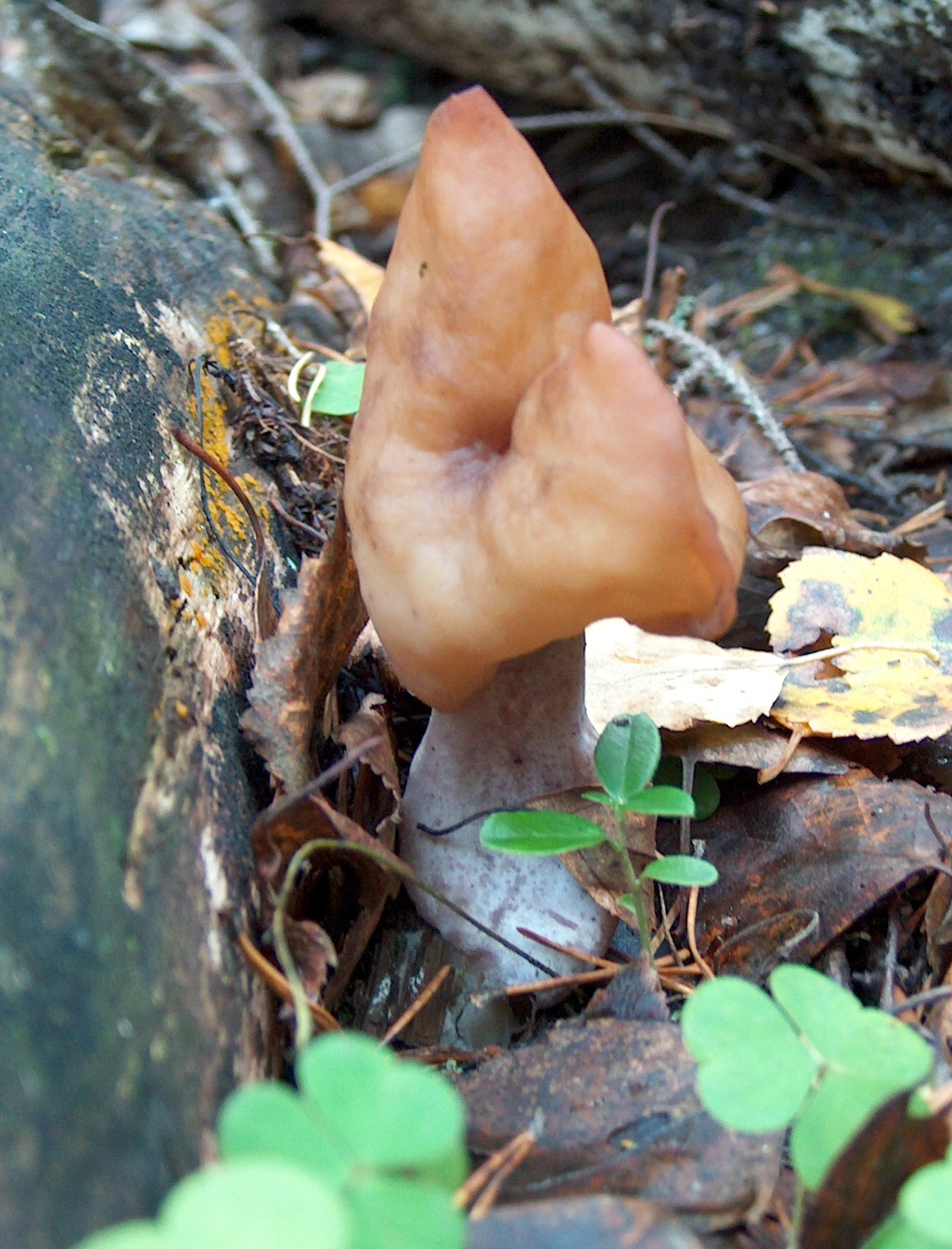
Gyromitra infula
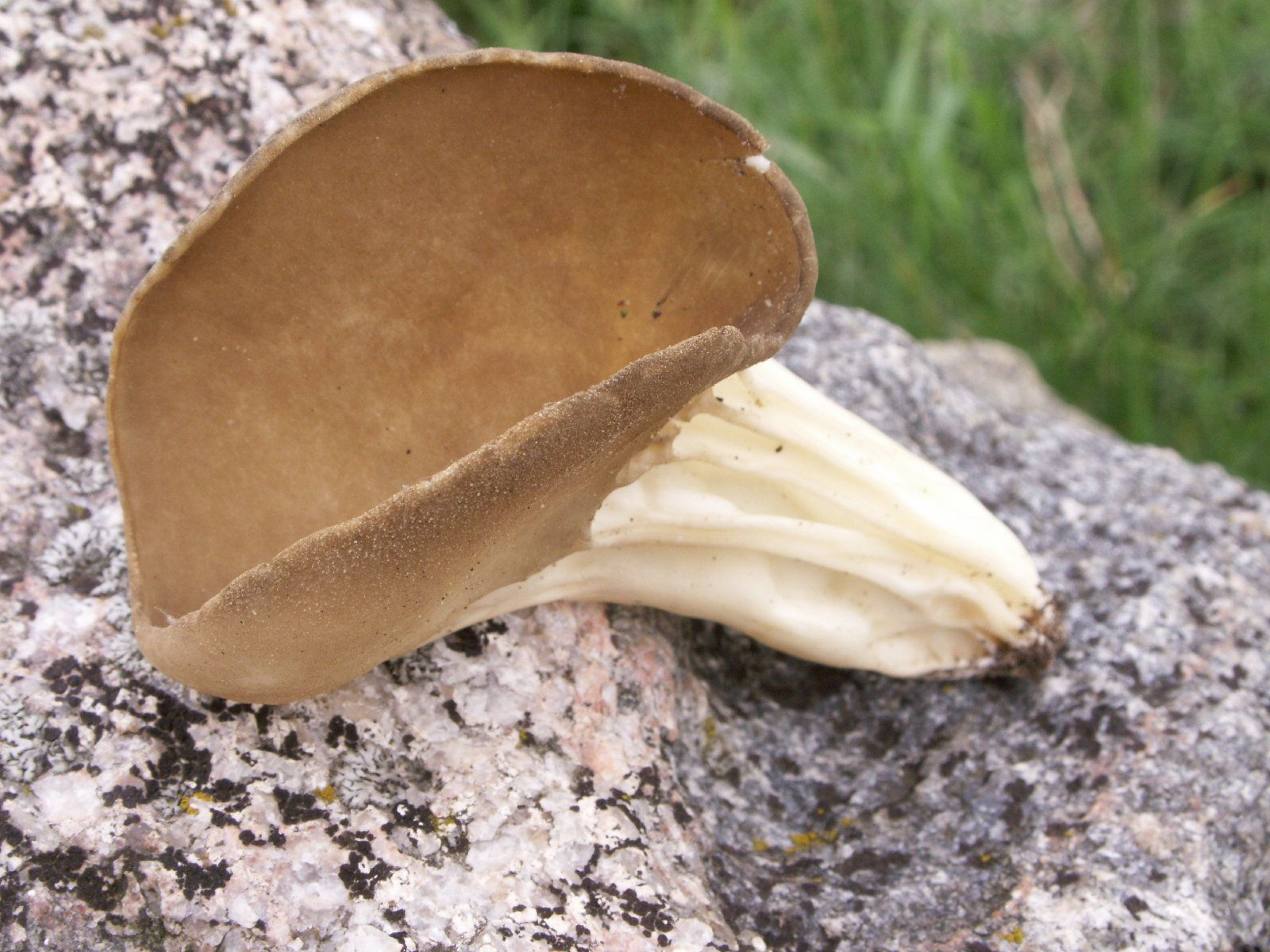
Helvella acetabulum
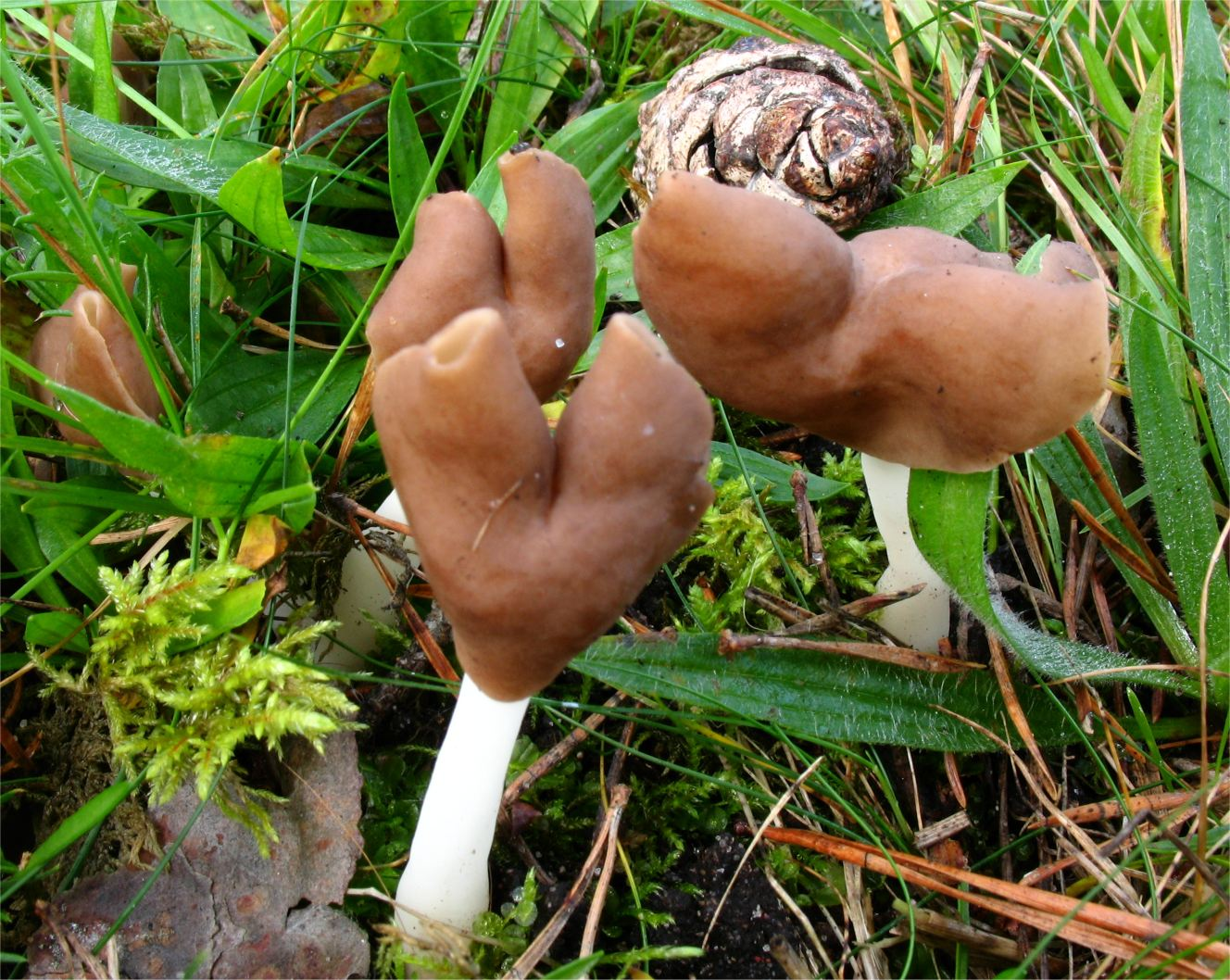
Helvella albella
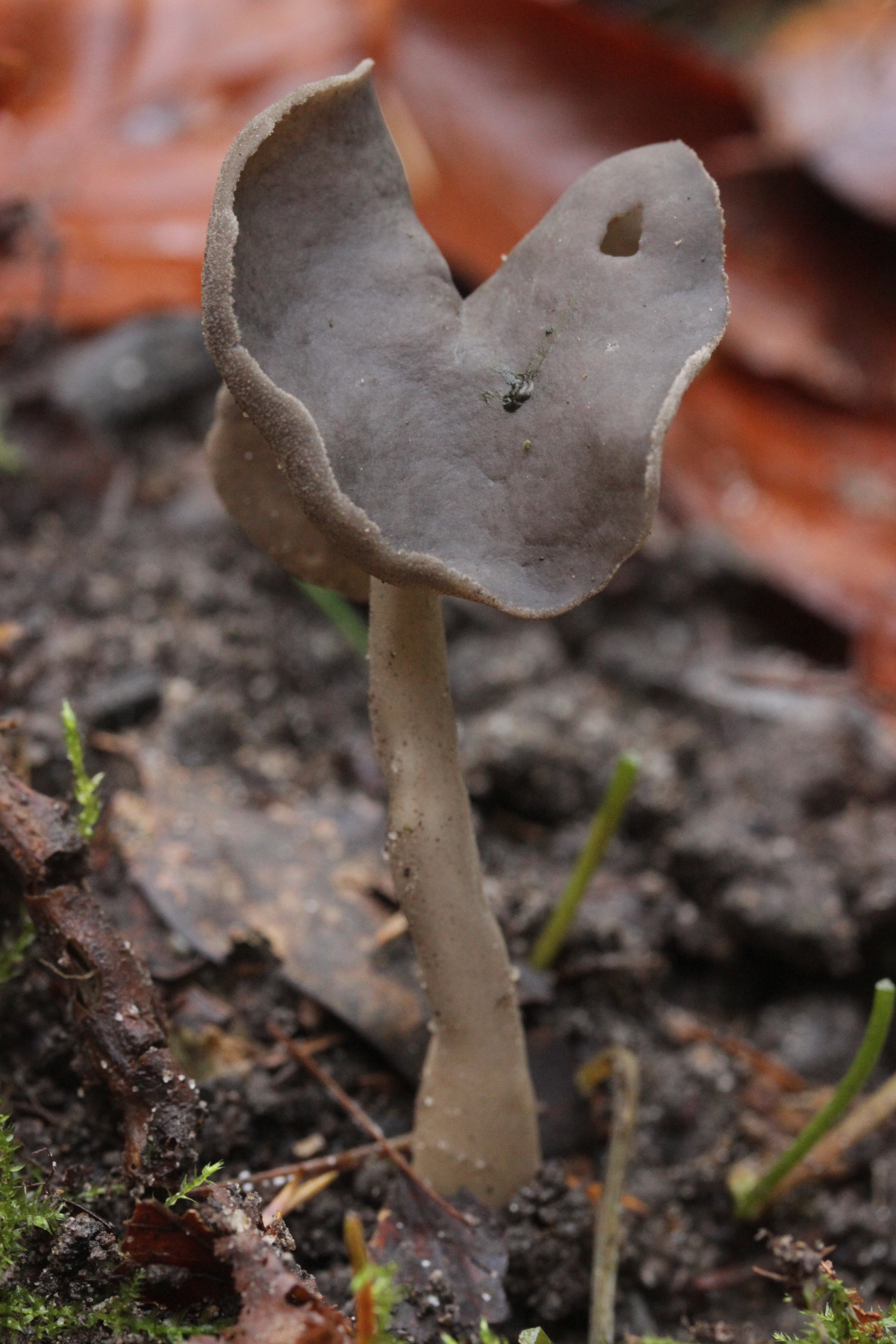
Helvella atra
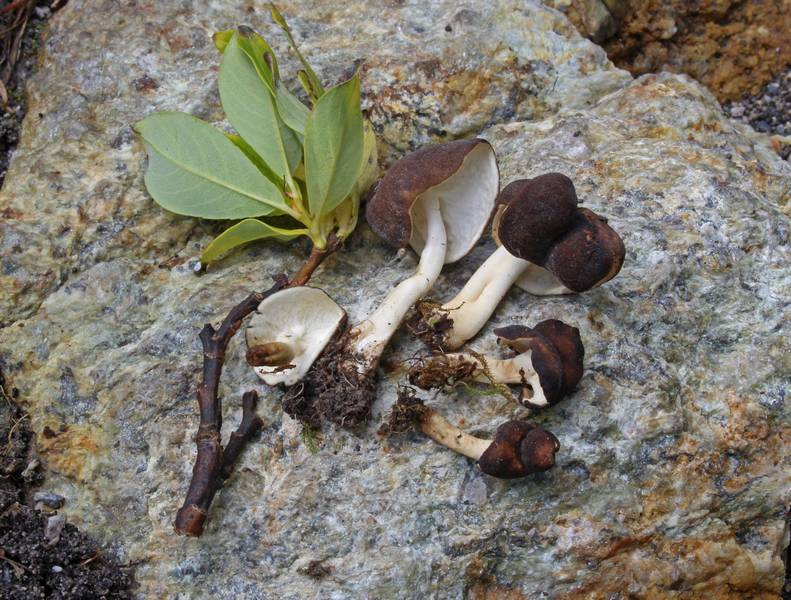
Helvella capucina

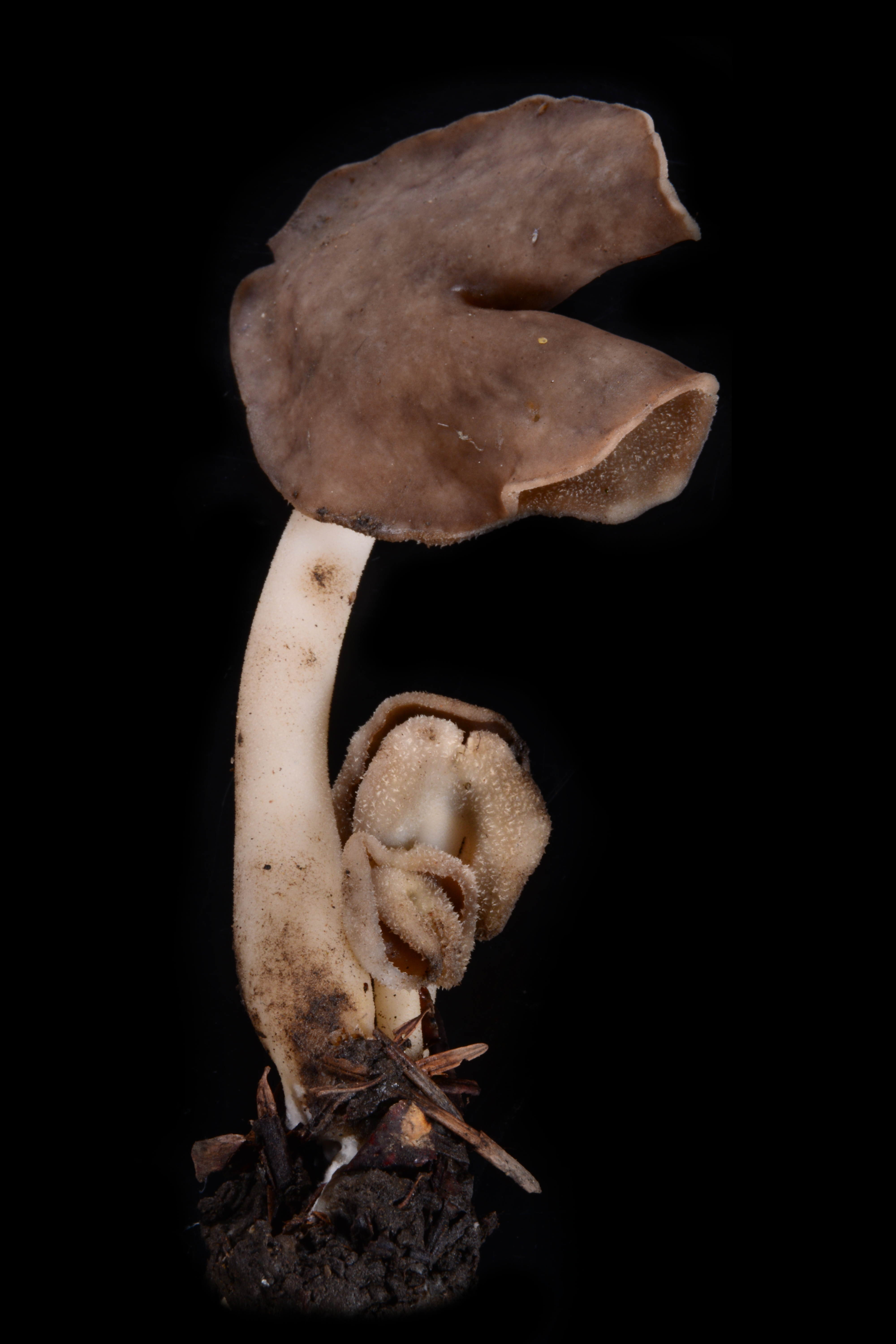
Helvella compressa
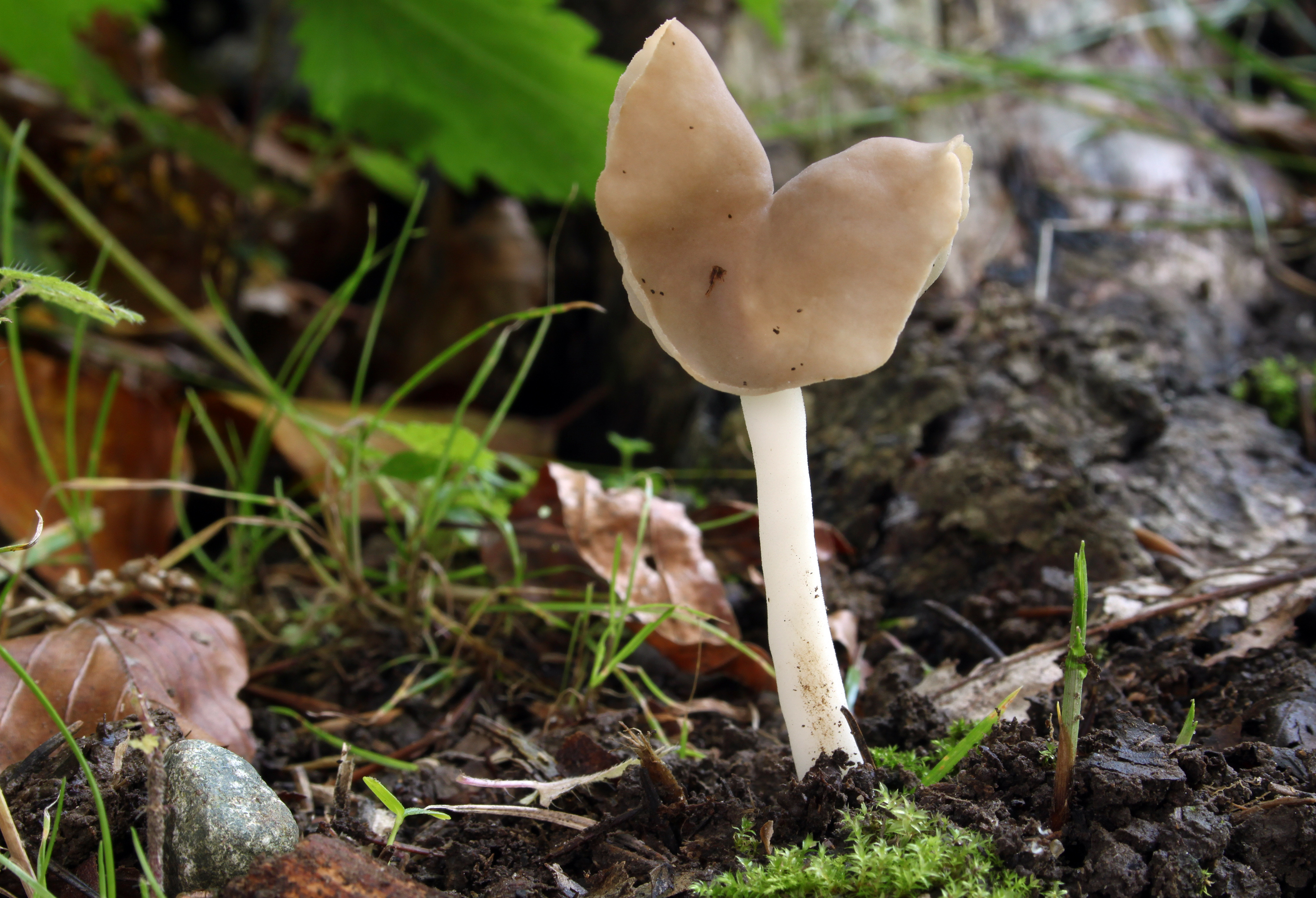
!Helvella ephippium!
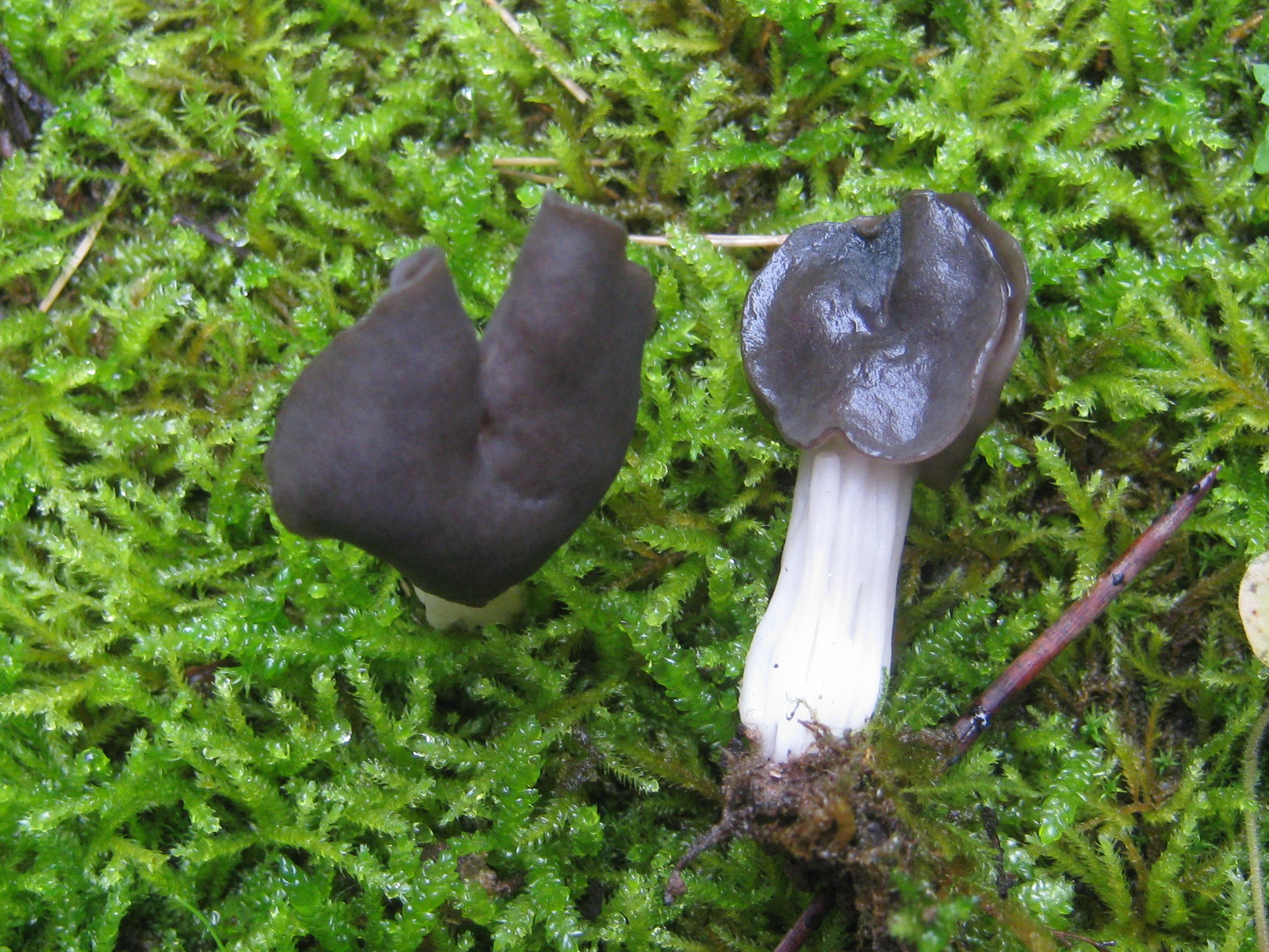
Helvella fusca
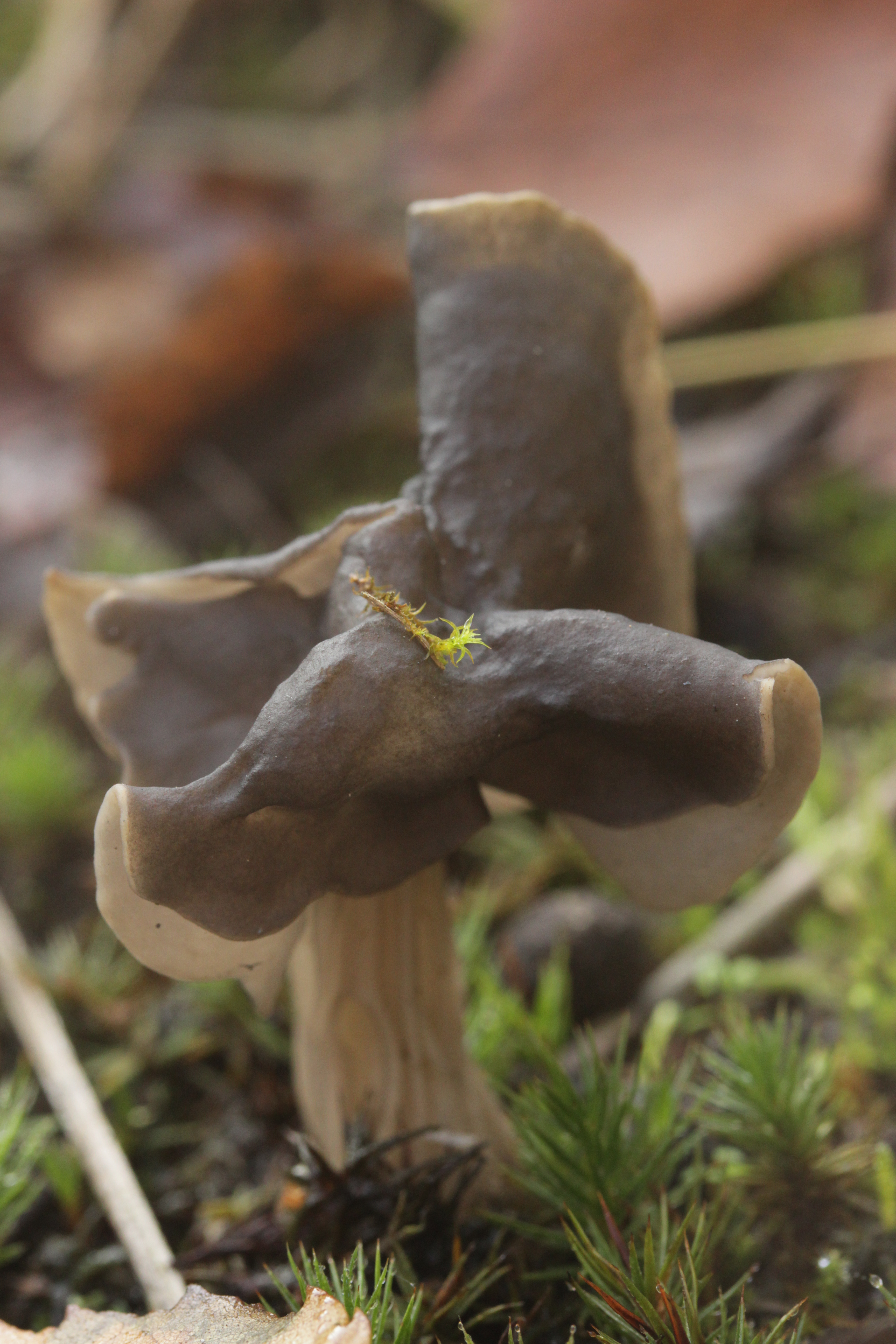
Helvella lacunosa
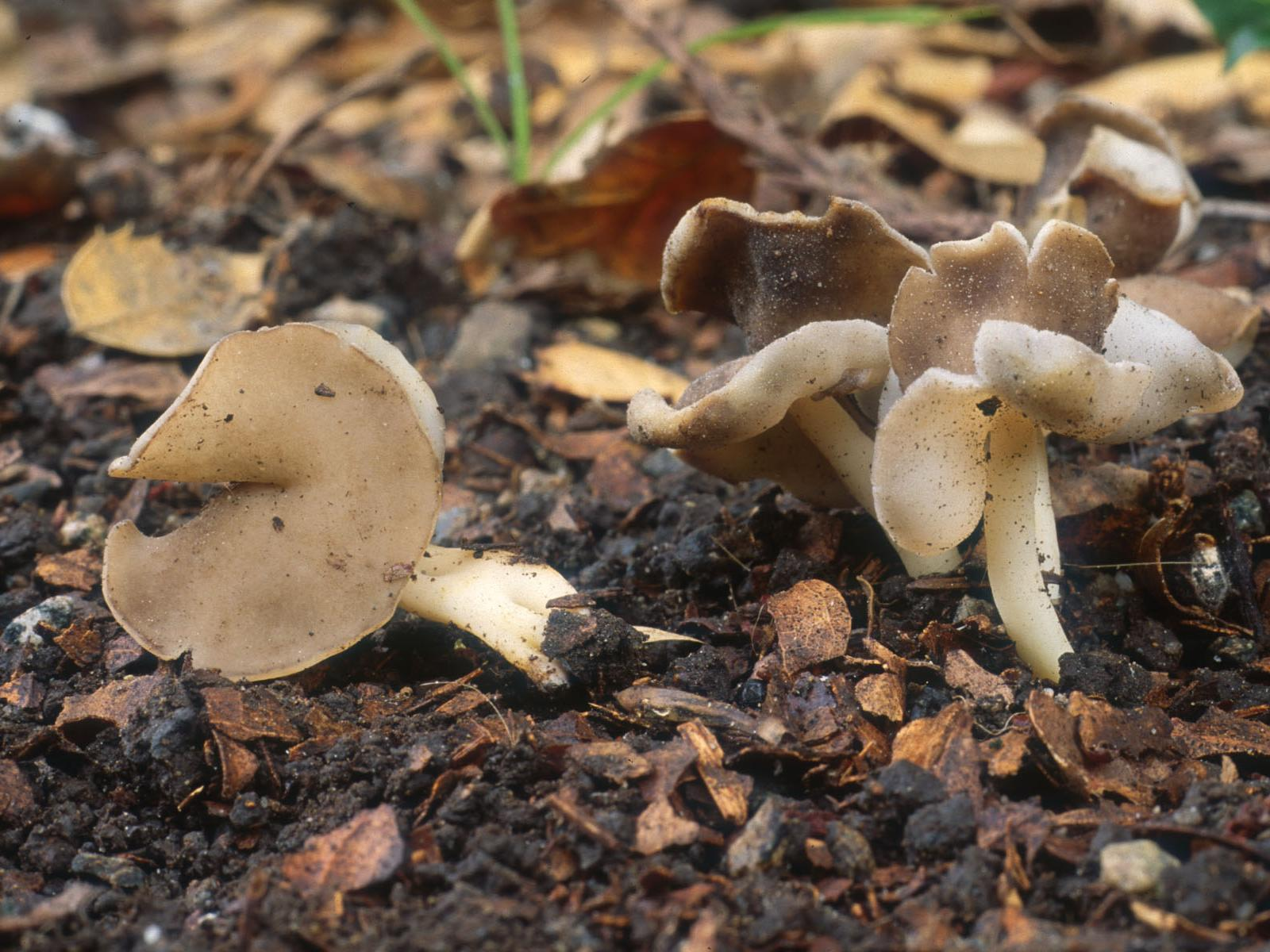
!Helvella latispora!

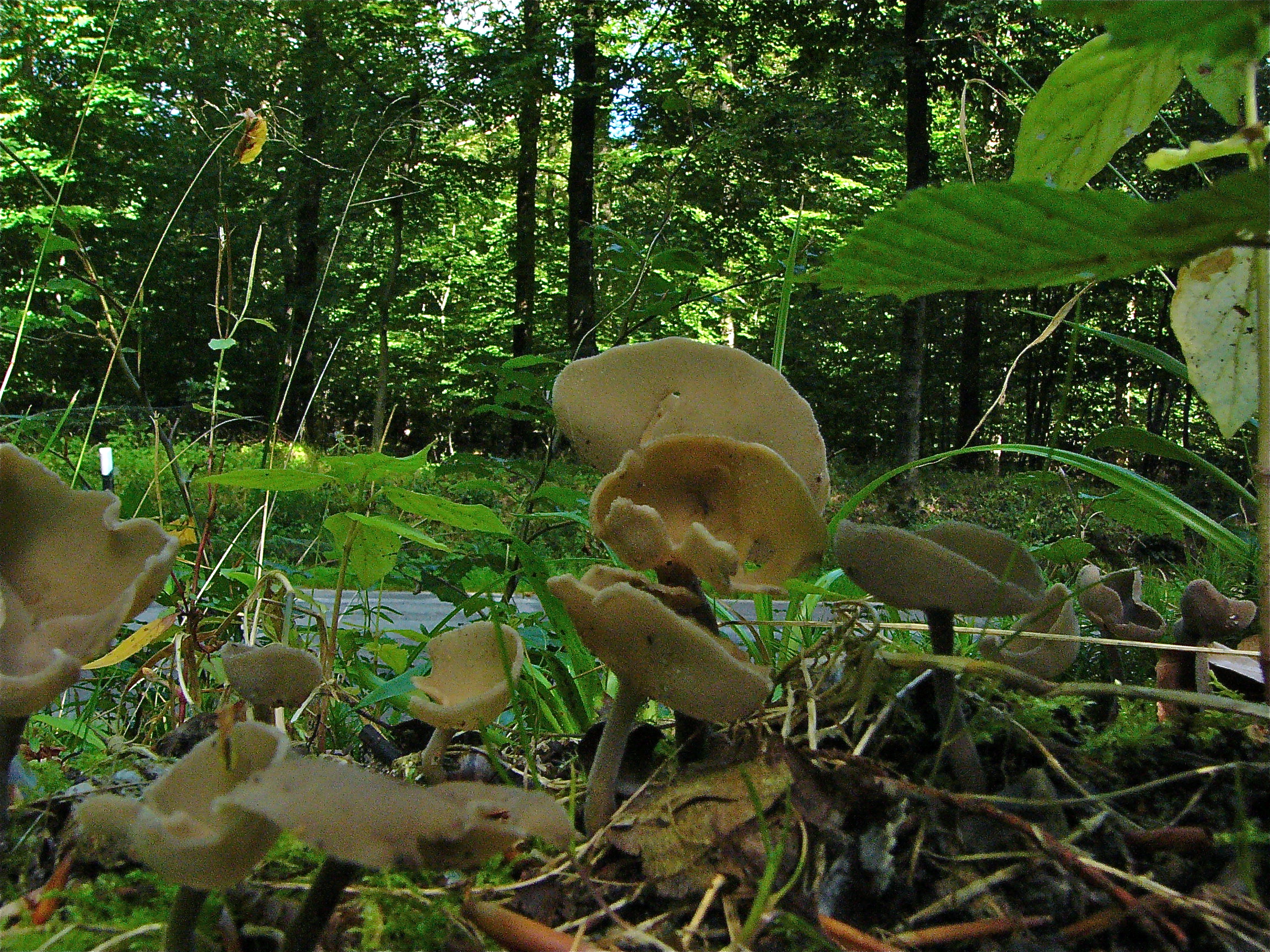
Helvella macropus
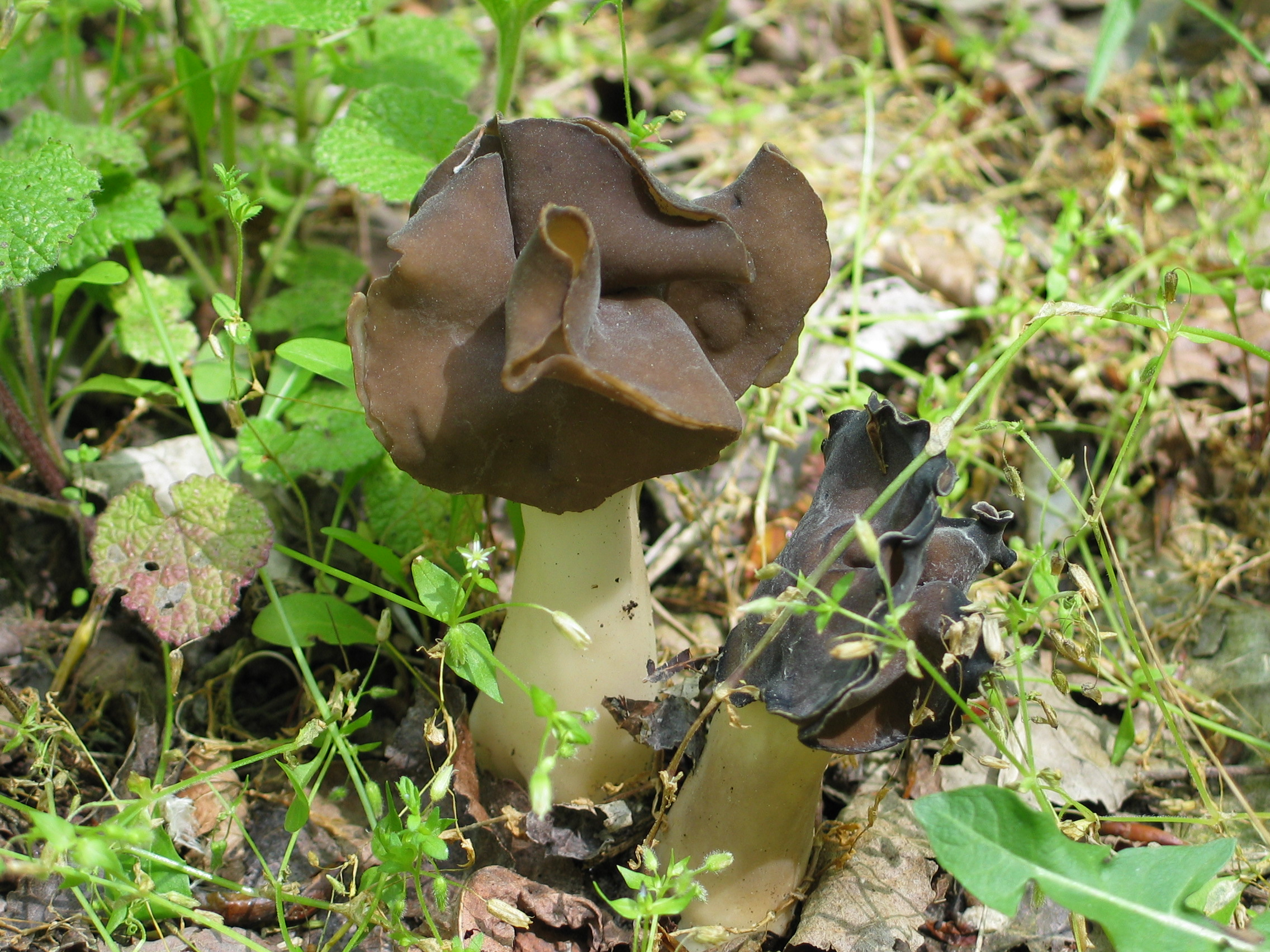
Leptopodia monachella
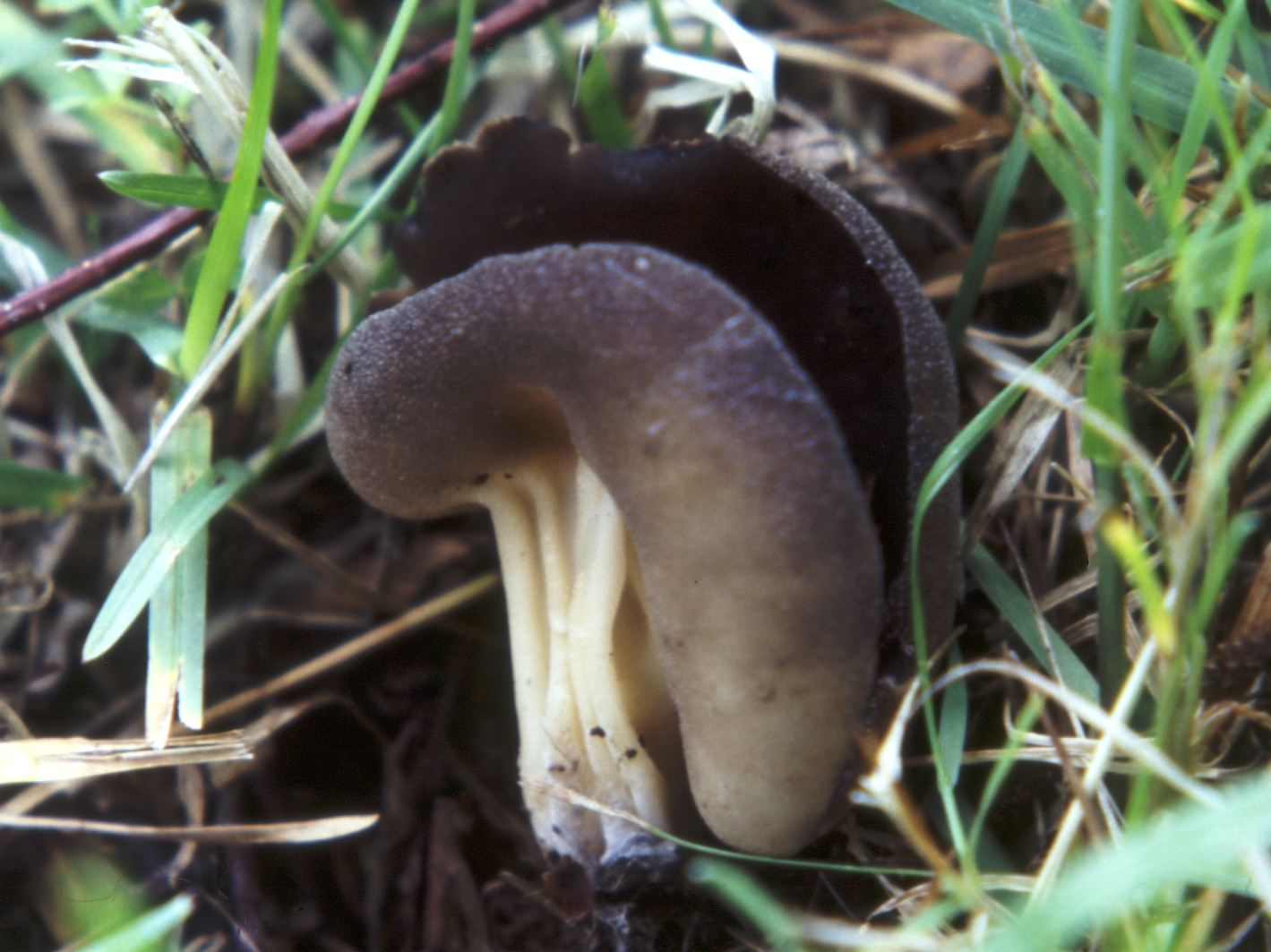
Helvella queletii
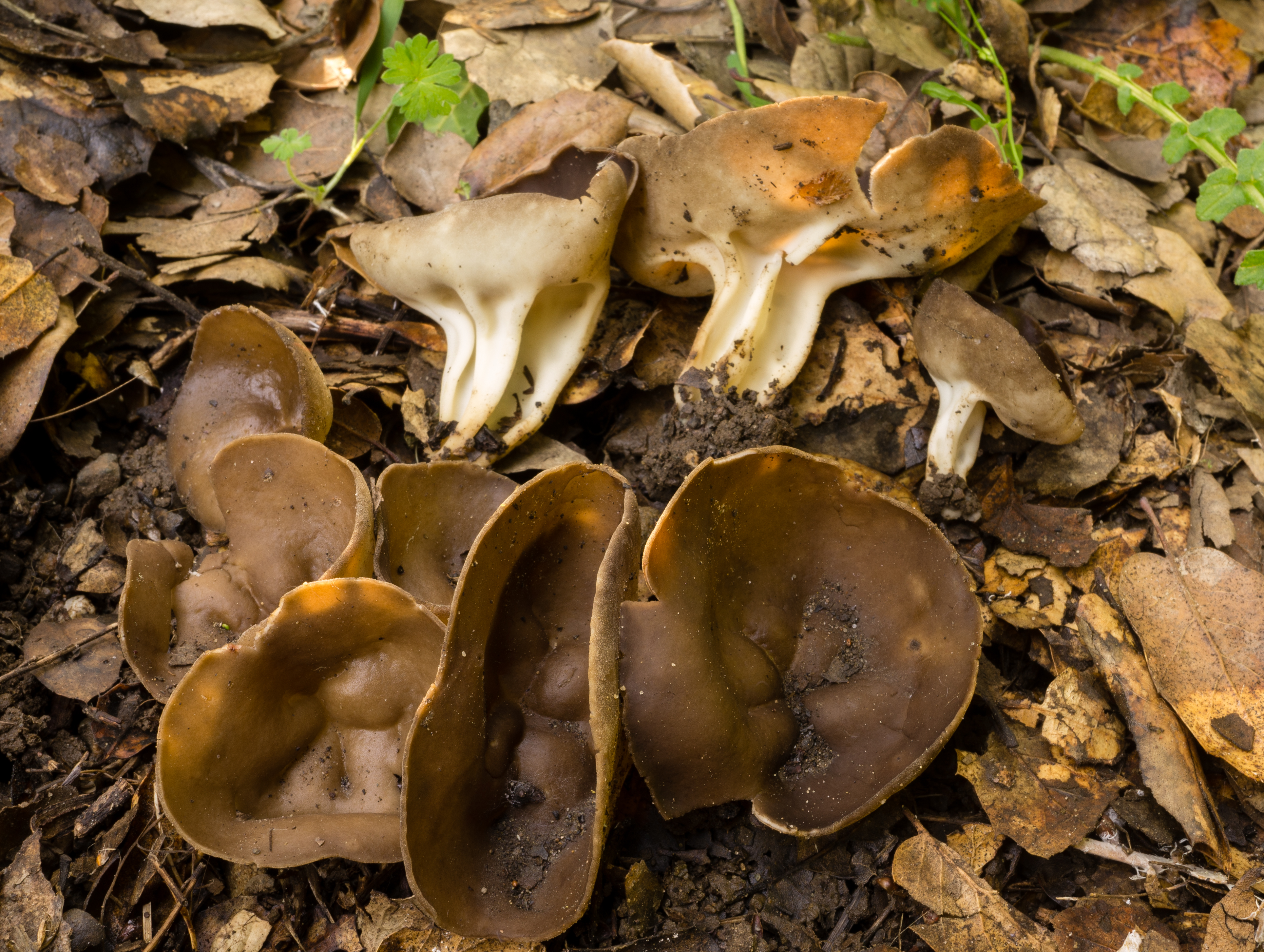
Helvella solitaria
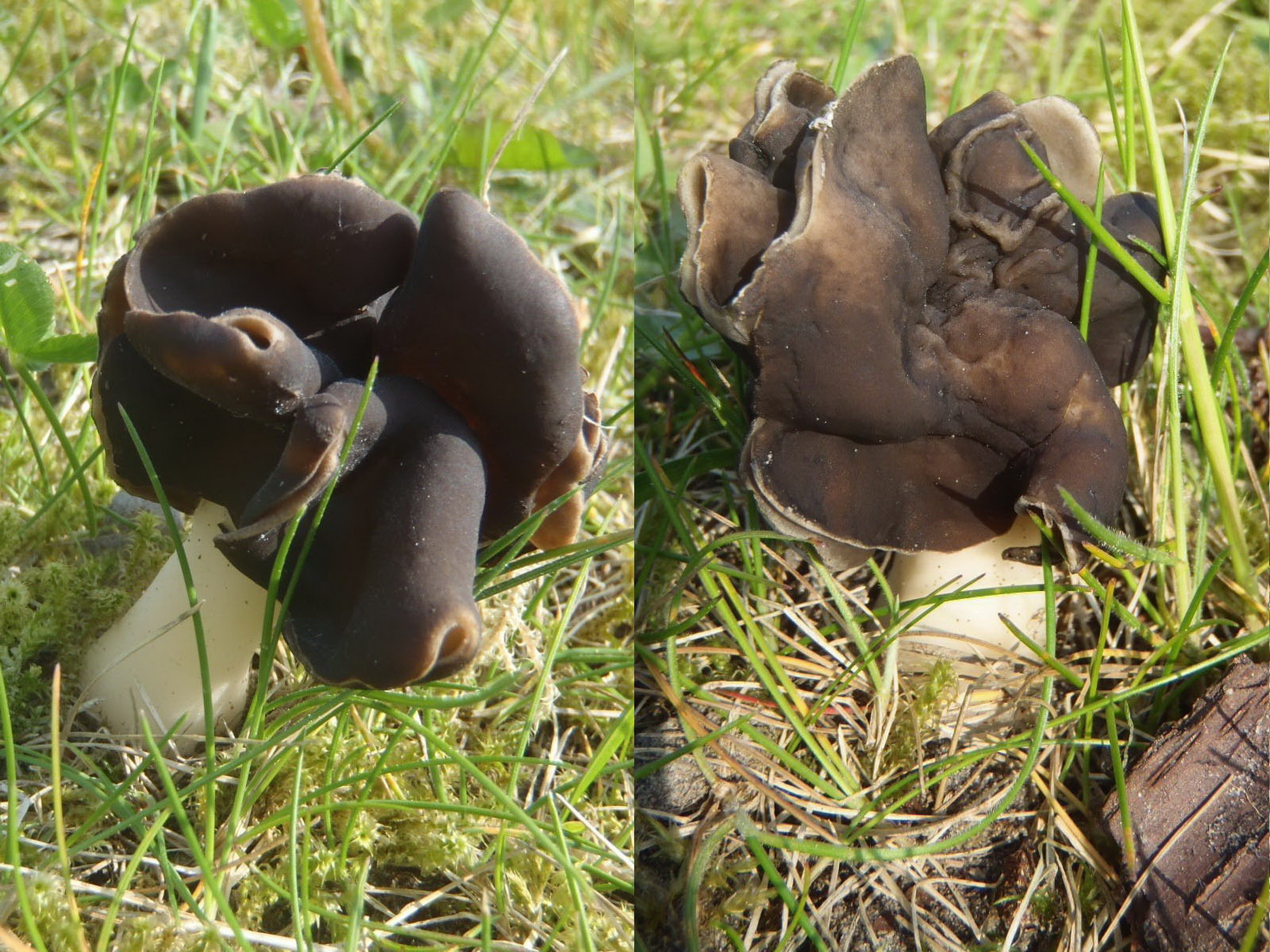
Helvella spadicea

## Valorificare

Formula structurală a giromitrinei

Vorbind despre ciuperci, trebuie menționat caracterul duplicitar al tot mai multor ciuperci din zilele noastre, printre care se enumeră și această specie. Fiind considerată de mult timp ca ciupercă comestibilă, azi această calitate este contestată de câțiva micologi, existând studii [elvețiene] care au arătat ca ea conține toxina numită giromitrină în doze mici. Soiul este consumat până în prezent în unele părți. Este un fapt acceptat astăzi, că multe soiuri de zbârciogi conțin respectiva toxină (respectiv derivatul ei).
Trebuie menționat că zbârciogul văratic nu poate fi mâncat crud, deoarece conține toxina mai sus numită, aceasta însă distrugându-se în timpul tratamentului termic sau la uscarea ciupercilor respective după o perioadă mai lungă. De asemenea, consumat în porții mari, mitra văratică poate pricinui reacții neplăcute la persoane sensibile sau copii, pentru că buretele este cam greu de digerat și în cazul unei fierberi prea scurte ar putea să rămână resturi ale toxinei în mâncare (ca la alți zbârciogi). Ciuperca trebuie să fie curățată grijuliu (s-ar putea să se ascundă insecte în cavitățile piciorului), opărită și fiartă, ca toate speciile Helvella și Morchella. Potrivit pentru consum sunt numai exemplare tinere. Soiul poate fi preparat ca zbârciogul negru, dar este de calitate mai inferioară.
În consecință, se recomandă precauție.

## Bibiliografie
- Marcel Bon: “Pareys Buch der Pilze”, Editura Kosmos, Halberstadt 2012, ISBN 978-3-440-13447-4
- Bruno Cetto, vol. 1-3, 4, 7 (vezi sus)
- Rose Marie Dähncke: „1200 Pilze in Farbfotos”, Editura AT Verlag, Aarau 2004, p. 526, ISBN 3-8289-1619-8
- Ewald Gerhard: „Der große BLV Pilzführer“ (cu 1200 de specii descrise și 1000 fotografii), Editura BLV Buchverlag GmbH & Co. KG, ediția a 9-a, München 2018, ISBN 978-3-8354-1839-4
- Jean-Louis Lamaison & Jean-Marie Polese: „Der große Pilzatlas“, Editura Tandem Verlag GmbH, Potsdam 2012, ISBN 978-3-8427-0483-1
- J. E. și M. Lange: „BLV Bestimmungsbuch - Pilze”, Editura BLV Verlagsgesellschaft, München, Berna Viena 1977, ISBN 3-405-11568-2
- Hans E. Laux: „Der große Pilzführer, Editura Kosmos, Halberstadt 2001, p. 180-181, ISBN 978-3-440-14530-2
- Till E. Lohmeyer & Ute Künkele: „Pilze – bestimmen und sammeln”, Editura Parragon Books Ltd., Bath 2014, ISBN 978-1-4454-8404-4
- Meinhard Michael Moser: „Kleine Kryptogamenflora der Pilze - Partea a.: „ Höhere Phycomyceten und Ascomyceten”. Partea b: „Kleine Kryptogamenflora de Helmut Gams” Editura G. Fischer, Jena 1950